# همسر بزرگ سلطنتی

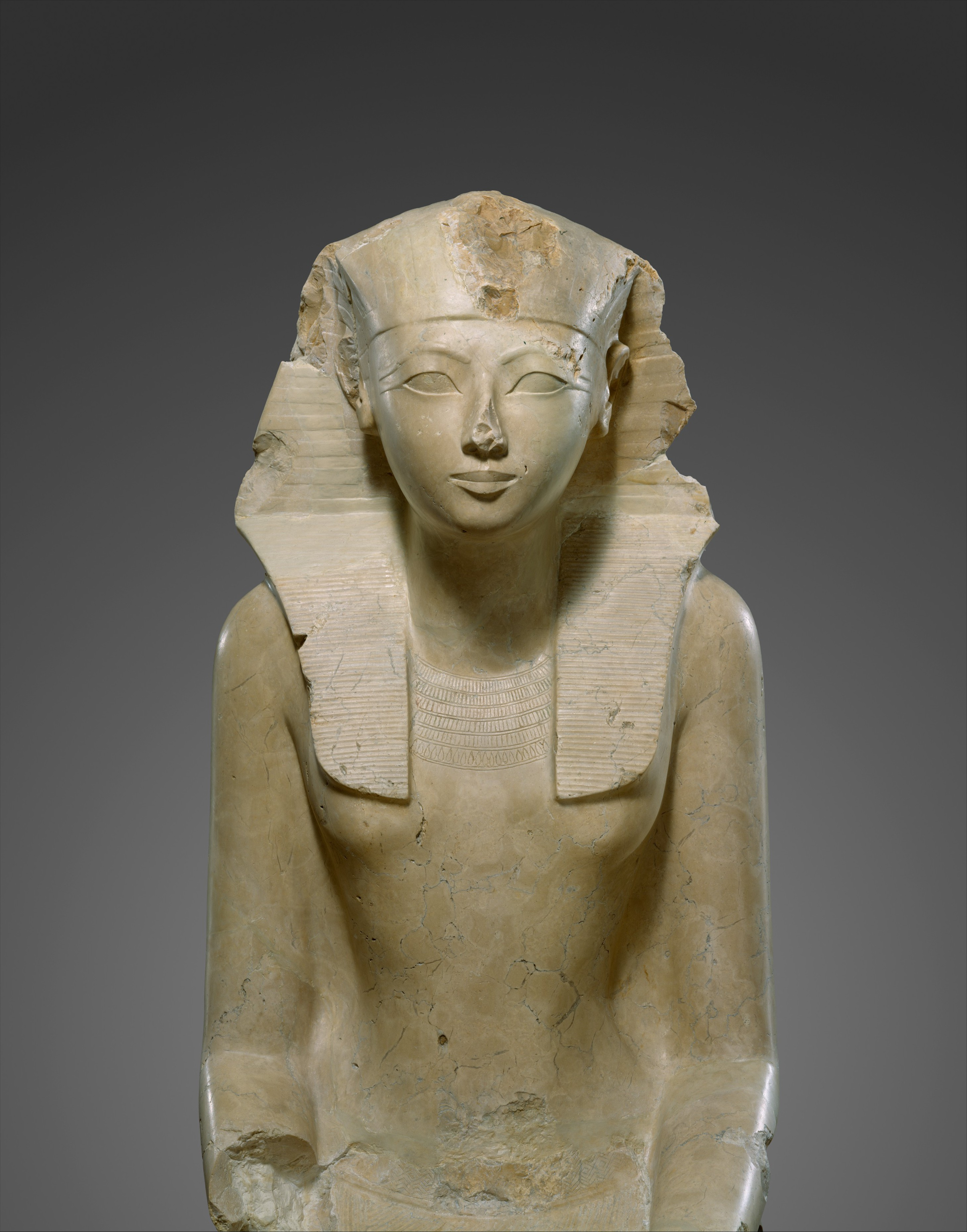
مجسمه حتشپسوت، همسر بزرگ سلطنتی تحوتموس دوم و پنجمین فرعون از دودمان هجدهم مصر باستان در موزه متروپولیتن نیویورک.

همسر بزرگ سلطنتی یا به عبارت دیگر، همسر اول پادشاه (به مصری باستان: ḥmt nswt wrt)، عنوانی است که برای اشاره به همسر اصلی فرعون مصر باستان، که مسئولیت انجام بسیاری از وظایف رسمی را عهده‌دار بود، مورد استفاده قرار می‌گرفت.

## شرح
در حالی که اکثر مصریان باستان تک همسر بودند، یک فرعون مرد علاوه بر همسر بزرگ سلطنتی، همسران صیغه ای دیگری نیز داشت. این ترتیب به فرعون این امکان را می‌داد که طبق رسم پادشاهان باستان با دختران متحدین به ازدواج دیپلماتیک بپردازد.
در گذشته تصور می‌شد که ترتیب جانشینی در مصر باستان از میان زنان سلطنتی عبور می‌کند. این نظریه که از آن به عنوان تئوری وراث یاد می‌شود، از زمان مطالعه ۱۹۸۰ در مورد سلطنت آن، در مورد سلسله هجدهم رد شده‌است. تاج و تخت به بزرگترین پسر زنده فرعون می‌رسید.
مادر وارث تاج و تخت همیشه همسر بزرگ سلطنتی نبود، اما هنگامی که یک فرعون تاجگذاری می‌کرد، امکان اعطای عنوان همسر بزرگ سلطنتی به مادر پادشاه وجود داشت. به عنوان مثال می‌توان به ایزت مادر تاتموس سوم، تییا مادر تاتموس چهارم و موتمویا مادر آمنهوتپ سوم اشاره کرد.
مرتسگار، همسر اصلی سنوسرت سوم، ممکن است اولین ملکه ای باشد که نام او با این عنوان ظاهر می‌شود. او همچنین اولین همسر شناخته شده‌ای بود که نام خود را در یک گلوله توپ نوشت. با این حال، او فقط در پادشاهی جدید تصدیق شده‌است بنابراین این عنوان ممکن است یک تجرد باشد. شاید اولین دارنده عنوان آن نوبخائس از دوره دوم میانی باشد.
هاتشپسوت جایگاه ویژه‌ای در تاریخ همسران بزرگ سلطنتی به خود اختصاص داد. او برای برادر ناتنی خود توتموس دوم همسر بزرگ سلطنتی بود. در این مدت هتشپسوت همچنین همسر خدای آمون شد (بالاترین مقام روحانی در معبد آمون در کارناک). پس از مرگ شوهرش، او به دلیل اقلیت پسرخوانده اش، تنها وارث مرد (متولد ایزت) که در نهایت به توتموز سوم تبدیل شد، به تخت سلطنت نشست. در این زمان هاتشپسوت به عنوان فرعون تاجگذاری نمود و سالها به عنوان یک پادشاه بسیار موفق عمل کرد. اگرچه زنان دیگری پیش از او نیز بر مصر حکمرانی کرده بودند، اما هاتشپسوت اولین زنی بود که عنوان فرعون را به خود اختصاص داد، زیرا این اصطلاح جدیدی بود که تنها برای حاکمان به کار می‌رفت. این اصطلاح قبل از سلسله هجدهم استفاده نمی‌شد. هنگامی که او فرعون شد، دخترش نفروره را به عنوان همسر خدای آمون منصوب کرد تا وظایف کاهن اعظم را انجام دهد. دخترش ممکن است همسر بزرگ سلطنتی توتموس سوم باشد، اما هیچ مدرک روشنی برای این ازدواج پیشنهادی وجود ندارد.
در همه جا، در کاش و دیگر ایالت‌های مهم آفریقای باستان، حاکمان معمولاً ساختار خانوارهای خود را همانگونه که قبلاً شرح داده شد، بنا می‌کردند.
آسیه، مادر خوانده موسی که غالباً با دختر فرعون (اکسودوس) اشتباه گرفته می‌شود، طبق نظر اسلام، همسر اصلی فرعون نامبرده در کتاب مقدس می‌باشد.